# 'Ana Kata Nau
'Ana Kata Nau (Nelafu, Vava'u, 17 de março de 1899 - 1996) foi a primeira advogada tonganesa. Ela era filha de Tevita Kata Nau II e Sela Mahe. Ela recebeu a sua educação no Colégio Tupou em Nuku'alofa, Tonga, e inicialmente embarcou em carreiras como educadora (1921-1926; 1929) e enfermeira (1926-1929) antes de se formar como advogada. Ela morreu em 1996.